# 武学
武学是中国古代的军事学校，始于王安石变法，其提出学校教育要“求专门，兼文武”，在东京设立武学，教授军事知识。乾道七年(1171年)七月庚寅，詔武學該赴解試人，以五十人為額。淳熙五年(1178年)置武学国子员。其後慶元五年(1199年)，諸州州學置武士齋舍，按其學生武藝而選任官員，閒時耕種，「籍在官荒田，以備餼廪」，但此制過了不久便廢止了。
南宋对武学较为重视，常年招收武学生员，其中优秀的授予武官。
明朝強調文武合一的治國理念，明太祖不僅規定國子生、與郡縣學生員皆習射，洪武三年（1370）十月採納御史袁凱之議，詔儒士更直午門，為武臣講解經史。洪武五年（1372）、洪武十年（1377）、洪武十四年（1381），諭令武臣之子弟入國子監學習。並下頒《大誥武臣》；洪武二十五年（1392）二月，命郡縣學校生員兼習「射」與「書」、「數」之法。洪武三十一年（1398），設學於南京虎踞關，選儒士教導武臣子弟寄養於錦衣衛者； 因文武並重的要求，明初將帥皆出於衛所，而無世胄紈袴之氣。建文元年（1399），設「京衛武學」，正統六年設北京「京衛武學」嘉靖十五年，以武學校址規模狹小，詔令將武學遷至皇城西隅大興隆慶寺舊址。後「漸置各衛武學，設官如儒學之制」，各衛所除明初設置儒學兼教弓射，亦慢慢設立專門的衛所武學，天啟年間，遼北直隸各府府學亦開設府州武學，崇禎十年令天下府、州、縣學皆設武學生員，由提學官一併考取。
清朝只设武举而无武学。清末軍校的設立取代了傳統武學。